# Pancrustacea
Pancrustacea is een clade binnen de geleedpotigen, waartoe de Crustacea (kreeftachtigen) en Hexapoda (zespotigen) worden gerekend. Volgens deze indeling vormen de kreeftachtigen en insecten twee zustergroepen, en de duizendpotigen een zustergroep van Pancrustacea. Vanaf 2010 wordt Pancrustacea als clade algemeen geaccepteerd.
De clade wordt ook wel Tetraconata genoemd, als verwijzing naar de vierkante ommatidia die bij veel vertegenwoordigers voorkomen. Sommige wetenschappers geven de voorkeur aan deze naam, omdat het voorvoegsel "pan-" vaak duidt op een clade die een kroongroep en al zijn stamgroepvertegenwoordigers omvat.
Veel moleculair-biologische onderzoeken wijzen op het feit dat Pancrustacea een monofyletische groep is. Binnen de Pancrustacea worden de kreeftachtigen vaak gezien als parafyletisch, omdat de insecten, die als losse groep naast de kreeftachtigen worden geplaatst, zeer sterk verwant blijken te zijn aan sommige kreeftachtigen. Deze onderzoeken richten zich op genen voor ribosomaal RNA, mitochondriaal RNA en diverse eiwitcoderende genen. Wetenschappelijke bewijzen voor deze clade zijn naast moleculaire gegevens ook afkomstig van vergelijkingen van morfologische kenmerken, zoals ommatidia, de aanwezigheid van neuroblasten en de ontwikkeling van andere zenuwcellen.

## Indeling
Op basis van moleculaire fylogenie blijken de geleedpotigen verwant te zijn volgens onderstaand cladogram. Kreeftachtigen zijn samen met de insecten en andere zespotigen geëvolueerd en vormen dus geen monofyletische groep.
| Mandibulata | \| \| Pancrustacea (crustaceeën en zespotigen) \| \| \| \| \| \| Myriapoda (duizendpoten, miljoenpoten) \| \| \| \| |
|             | \| \| Pancrustacea (crustaceeën en zespotigen) \| \| \| \| \| \| Myriapoda (duizendpoten, miljoenpoten) \| \| \| \| |
|             | Pancrustacea (crustaceeën en zespotigen)                                                                            |
|             | |
|             | Myriapoda (duizendpoten, miljoenpoten)                                                                              |
|             | |

|  | Pancrustacea (crustaceeën en zespotigen) |
|  |                                          |
|  | Myriapoda (duizendpoten, miljoenpoten)   |
|  |                                          |

| Mandibulata | \| \| Pancrustacea (crustaceeën en zespotigen) \| \| \| \| \| \| Myriapoda (duizendpoten, miljoenpoten) \| \| \| \| |
|             | \| \| Pancrustacea (crustaceeën en zespotigen) \| \| \| \| \| \| Myriapoda (duizendpoten, miljoenpoten) \| \| \| \| |
|             | Pancrustacea (crustaceeën en zespotigen)                                                                            |
|             | |
|             | Myriapoda (duizendpoten, miljoenpoten)                                                                              |
|             | |

|  | Pancrustacea (crustaceeën en zespotigen) |
|  |                                          |
|  | Myriapoda (duizendpoten, miljoenpoten)   |
|  |                                          |